# Шануймо і бережімо свій рідний край, 1919

## Бібліографічне посилання

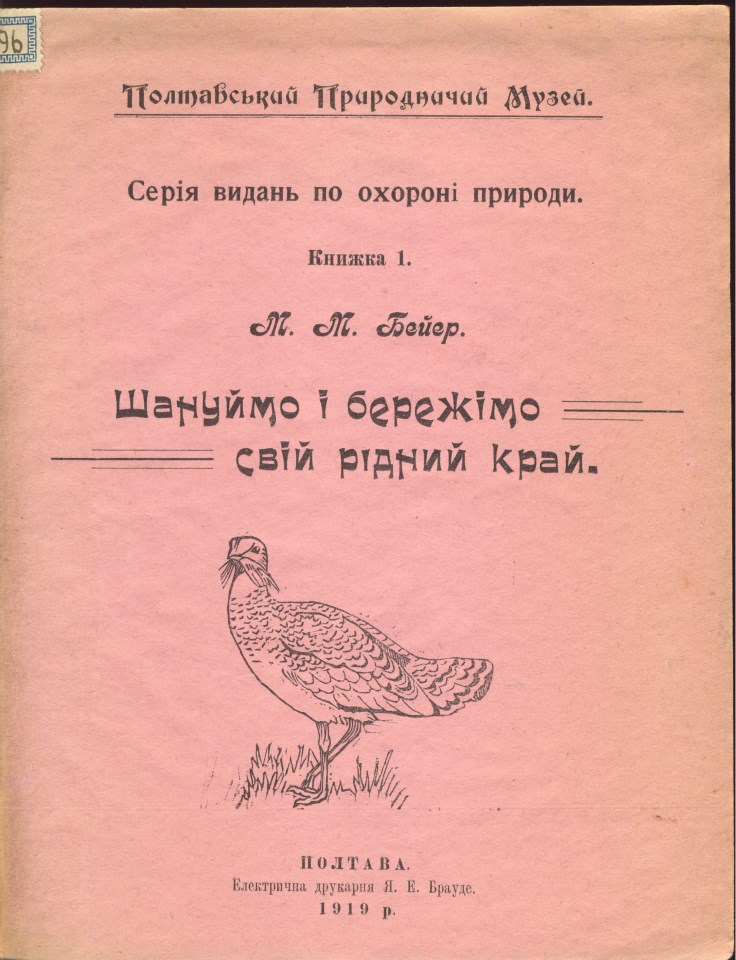
Бейєр М. Шануймо і бережімо свій рідний край. Природоохоронна серія, вид.1. Полтава, 1919.

## Бібліотеки
Примірники книжки зберігаються у Полтавському краєзнавчому музеї, Книжковій палаті та Науковій бібліотеці ім. Максимовича.

## Про книжку
Постать межового інженера Київської Губернської Земської Управи Миколи Бейєра (Байєра) заслуговує на особливу увагу, адже книга «Шануймо і бережімо свій рідний край», ним видана поряд з багатьома пропагандистськими книжками про земельне питання.
Книжка Бєйєра «Шануймо і бережімо свій рідний край» є першою з природоохоронної серії видань Полтавського краєзнавчого музею.
В книжці йдеться про масштаби знищення тварин у світі, в Україні та на Полтавщині зокрема. В книжці йдеться про рослинний та тваринний світ Полтавщини і наголошується на тому що інші країни вже почали створення національних парків (Багато прикладів взято з досвіду Фінляндії), натомість українська земля не має що протиставити цьому окрім Асканії. Натомість книжка жодним чином не згадувала про земельний аспект охорони природи, в той час як інші роботи автора присвячені лише необхідності переділу землі між селянами.
Також в книзі містяться заклики гуртуватись до гуртків охорони природи, що вочевидь, є найбільш давніми опублікованими закликами такого роду.
Музей замовляв ще три книги «Охорона пам'яток природи на Полтавщинї», «Загальні відомости про охорону пам'яток природи» і «Що таке національні парки». Готувалась але не встигла вийти друком книжки Георгія Бризгаліна «Що зроблено на Україні та за кордоном у справі охорони природи».

## Найважливіші цитати
```
"Життя природи від життя людини відріжняється тим, що в природі весна й зіма вічно зміняють  одна другу, а в житті людини весна буває тільки раз"
```

```
"Люде велику силу через свій розум на землі забрали. Та, на жаль, розум той, ще темна сила і він творить такі зміни в природі, від яких йому самому велика шкода чиниться"
```

```
"Обмілів наш Дніпро-Славута, не ревуть пороги, як ревли колись, а все через нерозум, через хижацьке хазяйнування людини"
```

```
"Руйнуємо ми своїми руками добро нашого краю. Кожного року, кожного дня додаємо ми чогось нового до тієї руйнівної роботи. Непомітно ми творимо з нашого краю пустелю. Ми самі винищуємо рослиний, звірячий та пташиний світ на нашій рідній Україні. Зміркуйте: веселий, багатий край переводимо на пустелю німу?"
```

```
"Любити рідний край - це значит любити його пісні, його мову, його людей; це значить любити його природу: гаї, луки, лани, річки, квітки, рослини, пташок, звірів... Це значить шанувати все живе в рідному краю, не по пускати, щоб йому сталася хоч-би найменша шкода"
```